# NABP2
NABP2 (англ. Nucleic acid binding protein 2) – білок, який кодується однойменним геном, розташованим у людей на 12-й хромосомі. Довжина поліпептидного ланцюга білка становить 211 амінокислот, а молекулярна маса — 22 338.
| 10         |  | 20         |  | 30         |  | 40         |  | 50         |
| ---------- |  | ---------- |  | ---------- |  | ---------- |  | ---------- |
| MTTETFVKDI |  | KPGLKNLNLI |  | FIVLETGRVT |  | KTKDGHEVRT |  | CKVADKTGSI |
| NISVWDDVGN |  | LIQPGDIIRL |  | TKGYASVFKG |  | CLTLYTGRGG |  | DLQKIGEFCM |
| VYSEVPNFSE |  | PNPEYSTQQA |  | PNKAVQNDSN |  | PSASQPTTGP |  | SAASPASENQ |
| NGNGLSAPPG |  | PGGGPHPPHT |  | PSHPPSTRIT |  | RSQPNHTPAG |  | PPGPSSNPVS |
| NGKETRRSSK |  | R          |  |            |  |            |  |            |

A: Аланін

C: Цистеїн

D: Аспарагінова кислота

E: Глутамінова кислота

F: Фенілаланін

G: Гліцин

H: Гістидин

I: Ізолейцин

K: Лізин

L: Лейцин

M: Метіонін

N: Аспарагін

P: Пролін

Q: Глутамін

R: Аргінін

S: Серин

T: Треонін

V: Валін

W: Триптофан

Кодований геном білок за функцією належить до фосфопротеїнів. 
Задіяний у таких біологічних процесах, як пошкодження ДНК, репарація ДНК, альтернативний сплайсинг. 
Білок має сайт для зв'язування з ДНК. 
Локалізований у ядрі.